# El Plomo
El Plomo son los restos de una pequeña caldera volcánica media partida, situada al sur de la Cala El Plomo. Está en la provincia de Almería (España). Situado en el cabo de Gata. Sus coordenadas son las siguientes: 36.909262° -1.965623°.